# 51 (număr)
51 (cincizeci și unu, pronunțat în tempo rapid și cinzeci și unu) este numărul natural care urmează după 50 și precede pe 52.

## În matematică
51
- Este un număr compus.[2][3]
- Este un număr semiprim.[4][5]
- Este un număr deficient.[6][7]
- Este un Număr pentagonal.[8][9]
- Este un număr centrat pentagonal.[10]
- Este un număr octogonal.[11][12]
- Este un număr 18-gonal.[13]
- Este un Număr Perrin.[14][15]
- Este al 6-lea Număr Motzkin.[16][17]
- Deoarece cel mai mare divizor prim al lui 512 + 1 = 2602 este 1301, care este mult mai mare ca dublul lui 51, 51 este un Număr Størmer.[18][19]
- Este un număr stella octangula.[20]
- Pentru 10 elemente există 51 de permutări ciclice (permutări Gilbreath) diferite.[21] Deci în mulțimea lui Mandelbrot de ordinul 10 există 51 de puncte reale periodice.[22]
- Deoarece 51 este produsul a două numere Fermat⁠(d), 3 și 17, poligonul regulat cu 51 de laturi poate fi construit cu rigla și compasul, la fel unghiul π/51, iar numărul cos π/51 poate fi exprimat prin radicali.
- Este un număr Perrin.[23]
- Este un număr palindromic[24][25] în bazele 2 (1100112), 4 (3034), 16 (3316) și 50 (1150).
- Este un număr repdigit[26] în bazele 16 (3316) și 50 (1150).

## În știință
- Este numărul atomic al stibiului.

### Astronomie
- NGC 51 este o galaxie lenticulară din constelația Andromeda.
- Messier 51 (Galaxia Volburei) este o pereche de galaxii din constelația Câinii de Vânătoare.
- 51 Nemausa este o planetă minoră.

## În alte domenii
51 se poate referi la:
- Prefixul telefonic internațional pentru Peru.[27]
- Ultimul canal de televiziune terestră din banda UHF⁠(d) posibil în America după 31 decembrie 2011, când canalele 52–69 au fost retrase.
- Numărul de ture din Azerbaijan Grand Prix.
- În filmul Cars din 2006, 51 a fost numărul lui Doc Hudson.
- Numărul postului de pompieri din serialul TV Emergency!.
- Numărul de eseuri scrise de Alexander Hamilton ca parte a The Federalist Papers, în apărarea constituției SUA.
- Avionul de vânătoare P-51 Mustang din al Doilea Război Mondial.
- Zona 51 (Area 51), o zonă din sudul statului Nevada, unde aparent există o bază de încercare a avioanelor secretă a armatei SUA.
- "Al 51-lea stat", Orice viitor stat al SUA, uneori referindu-se și la Washington D.C. sau la Porto Rico.
- Este codul de țară UIC al Poloniei.[28]